# Nagi lunch
Nagi lunch (ang. Naked Lunch) – powieść amerykańskiego pisarza Williama S. Burroughsa, opublikowana w 1959 we Francji.
Książka powstawała głównie w Tangerze, gdzie w latach 1954–1958 przebywał Burroughs. Nagi lunch składa się z przemieszanych urywków, z reguły przypominających zapis snów, halucynacji czy wręcz urojeń. Niektóre fragmenty są jaskrawo obsceniczne, ważną rolę w konstrukcji utworu odgrywają eksperymenty z narkotykami. Burroughs nie stroni od realistycznego opisu praktyk seksualnych, często gejowskich. Z tych powodów wydanie powieści w Stanach Zjednoczonych wywołało skandal.
Nagi lunch został przeniesiony na ekran kinowy przez Davida Cronenberga. W nakręconym w 1991 filmie pod tym samym tytułem główną rolę zagrał Peter Weller. Cronenberg w scenariuszu wykorzystał też wątki z innych utworów pisarza.